# Loris Francesco Capovilla
Loris Francesco Capovilla (Pontelongo, 14 de outubro de 1915 - Bérgamo, 26 de maio de 2016) foi um cardeal-presbítero italiano, foi arcebispo-prelado emérito de Loreto.

## Biografia e formação
Dom Loris nasceu na comuna de Pontelongo, na província italiana de Pádua. Seus pais foram Rodolfo Capovilla e Letizia Callegaro e tinha uma irmã, chamada Lia. Seu pai faleceu em 1922, fazendo com que sua mãe e as duas crianças passassem por um período de muitas dificuldades e andanças até se instalarem finalmente na cidade veneziana de Mestre, em 1929, quando Loris ingressou no Patriarchal Seminary of Venice.

## Sacerdócio
Foi ordenado padre em 23 de maio de 1940, pelo Cardeal Adeodato Giovanni Piazza, Patriarca de Veneza entre 1936 e 1948.
Incardinado no patriarcado de Veneza, exerceu diversas atividades na Paróquia de San Zaccaria e na cúria patriarcal, onde foi mestre do cerimonial na Basílica de São Marcos.
Também foi catequista em escolas de ensino médio, capelão no Seminário Olarmo e exerceu ministério como capelão em uma casa de detenção de menores. Foi ainda capelão em um hospital de doenças contagiosas e capelão militar durante a Segunda Guerra Mundial.
Entre 1945 e 1953, apresentou um programa religioso dominical na Rádio Veneza. Em 1949, foi nomeado diretor do semanário diocesano La Voce di San Marco e redator da página veneziana de Avvenire d'Italia, um jornal dos bispos italianos. Teve sua habilitação como jornalista registrada em 1950.
Entre 15 de março de 1953 e 3 de junho de 1958, foi secretário do então Patriarca de Veneza, cardeal Angelo Giuseppe Roncalli, que seria eleito Papa João XXIII em outubro de 1958.
Após a eleição de Roncalli, Capovilla continuou como Prelado Doméstico de Sua Santidade em Roma, até a morte do pontífice, em 3 de junho de 1963, tendo participando também do Concílio Vaticano II.

## Episcopado
O sucessor de João XXIII, o Papa Paulo VI o elevou à dignidade arquiepiscopal, com sé na arquidiocese de Chieti em 26 de junho de 1967, consagrando-o em 16 de julho.
A sua consagração foi assistida por Augusto Gianfranceschi, bispo da Diocese de Cesena-Sarsina, por Jacques-Paul Martin, bispo-titular da sé de Neápolis na Palestina, pelo Secretário de estado do Vaticano, Amleto Giovanni Cicognani e pelo Colégio de Cardeais da Basílica patriarcal do Vaticano.
O lema episcopal escolhido por Dom Loris foi Oboedientia et Pax (Obediência e Paz), mesmo lema do Papa João XXIII.
Em 25 de setembro de 1971, foi transferido para a Prelazia de Loreto, recebendo a Sé Titular de Mesembria (a mesma do arcebispo Roncalli em 1934).
Renunciou aos cargos em 10 de dezembro de 1988, fixando residência em Sotto il Monte, Bérgamo, a cidade natal do Papa João XXIII.

## Cardinalato
Em 12 de janeiro de 2014, foi anunciada a nomeação de Dom Loris Capovilla como cardeal-presbítero, investidura que foi formalizada simbolicamente (já que ele não estava presente na cerimônia) no primeiro consistório ordinário do Papa Francisco, em 22 de fevereiro de 2014.
Foi-lhe atribuído o título de cardeal-presbítero de Santa Maria além do Tibre.
Dom Loris não esteve presente no consistório, devido à idade avançada e condições de saúde. Em 1 de março de 2014, o cardeal decano do Colégio dos cardeais, Angelo Sodano foi enviado pelo Papa a Sotto il Monte, para a cerimônia de posse de Dom Loris como cardeal. Na cerimônia era presente também Dom Francesco Beschi, bispo de Bérgamo.
Dom Loris leu o discurso sem o uso de óculos, apesar de seus 98 anos. Em seguida o Cardeal Sodano colocou o barrete e o anel cardinalícios, entregando o pergaminho com a nomeação, assinado pelo Papa. Foi o membro mais idoso do colégio dos cardeais, com cem anos completados em 14 de outubro de 2015.
Capovilla faleceu no dia 26 de maio de 2016 em uma clínica em Bérgamo.